# Brasiliens Grand Prix 1992
Brasiliens Grand Prix 1992 var det tredje av 16 lopp ingående i formel 1-VM 1992.

## Resultat
1. Nigel Mansell, Williams-Renault, 10 poäng
2. Riccardo Patrese, Williams-Renault, 6
3. Michael Schumacher, Benetton-Ford, 4
4. Jean Alesi, Ferrari, 3
5. Ivan Capelli, Ferrari, 2
6. Michele Alboreto, Footwork-Mugen Honda, 1
7. Gianni Morbidelli, Minardi-Lamborghini
8. JJ Lehto, BMS Scuderia Italia (Dallara-Ferrari)
9. Ukyo Katayama, Larrousse-Lamborghini
10. Mika Häkkinen, Lotus-Ford

### Förare som bröt loppet
- Gabriele Tarquini, Fondmetal-Ford (varv 62, motor)
- Karl Wendlinger, March-Ilmor (55, koppling)
- Christian Fittipaldi, Minardi-Lamborghini (54, växellåda)
- Olivier Grouillard, Tyrrell-Ilmor (52, motor)
- Erik Comas, Ligier-Renault (42, växellåda)
- Johnny Herbert, Lotus-Ford (36, snurrade av)
- Thierry Boutsen, Ligier-Renault (36, kollision)
- Mauricio Gugelmin, Jordan-Yamaha (36, växellåda)
- Martin Brundle, Benetton-Ford (30, kollision)
- Pierluigi Martini, BMS Scuderia Italia (Dallara-Ferrari) (24, koppling)
- Bertrand Gachot, Larrousse-Lamborghini (23, upphängning)
- Andrea de Cesaris, Tyrrell-Ilmor (21, motor)
- Ayrton Senna, McLaren-Honda (17, motor)
- Gerhard Berger, McLaren-Honda (4, elsystem)
- Aguri Suzuki, Footwork-Mugen Honda (2, motor)
- Stefano Modena, Jordan-Yamaha (1, växellåda)

### Förare som ej kvalificerade sig
- Andrea Chiesa, Fondmetal-Ford
- Paul Belmondo, March-Ilmor
- Eric van de Poele, Brabham-Judd
- Giovanna Amati, Brabham-Judd

### Förare som ej förkvalificerade sig
- Roberto Moreno, Andrea Moda-Judd